# هاشم بن المغيرة
أبو عبد مناف هاشم بن المغيرة بن عبد الله بن عُمَر المخزومي القرشي والد حنتمة بنت هاشم أم الخليفة الراشدي عمر بن الخطاب  والصحابية فاطمة بنت الخطاب ، وهو أخو هشام بن المغيرة، وأبو ربيعة بن المغيرة، والوليد بن المغيرة، وعم الصحابي خالد بن الوليد، وهو أكبر ولد المغيرة بن عبد الله المخزومي، وبه كان المُغَيرة يُكَنى بأبي هاشم.

## نسبه
- هاشم بن المغيرة بن عبد الله بن عُمَر بن مخزوم بن يقظة بن مرة بن كعب بن لؤي بن غالب بن فهر بن مالك بن قريش بن كنانة بن خزيمة بن مدركة بن إلياس بن مُضَر المخزومي القرشي الكناني يُكَنى بأبي عبد مناف.[2]
- أمه هي ريطة بنت سعيد بن سهم بن عمرو بن هصيص بن كعب بن لؤي بن غالب القرشية.[3]

## ذريته
قال مصعب بن عبد الله الزبيري: «فمن بني هاشم بن المغيرة: حنتمة بنت هاشم تزوجها الخطاب بن نفيل العدوي وولدت له أمير المؤمنين عمر بن الخطاب رضي الله عنه، وأمها الشفاء بنت عبد قيس بن عُدَي بن سعد بن سهم بن عمرو بن هصيص القرشية، وقد كان لهاشم بن المغيرة أولاد ذكور ولم يعقبوا».